# Maasdriel
Maasdriel (anhörenⓘ) ist eine Gemeinde der niederländischen Provinz Gelderland. Sie hat eine Gesamtfläche von 75,46 km² und zählte am 1. Januar 2025 nach Angaben des CBS 26.288 Einwohner.

## Orte
Zwischen den Klammern die ungefähre Einwohnerzahl der Dörfer Anfang 2024.
- Alem (635), im Nordosten der Gemeinde; Fähre über die Maas nach Maren-Kessel (Richtung Oss)
- Ammerzoden (3640), im Westen der Gemeinde
- Hedel (5270), siehe auch: Pferdemarkt Hedel
- Hoenzadriel (230)
- Heerewaarden (1350)
- Hurwenen (655)
- Kerkdriel (8350), Sitz der Gemeindeverwaltung, im Osten der Gemeinde
- Rossum (2920)
- Velddriel (1870)
- Well (1200);

so wie einige kleine „Gehuchte“ (Gehöfte), u. a. Wellseind, St. Andries, Wordragen u. a.

## Lage und Wirtschaft
Die Gemeinde bildet die Südosthälfte der Landschaft Bommelerwaard. Sie wird im Norden von dem Rheinarm Waal und im Süden von der Maas begrenzt. Jenseits der Maas, gegenüber Hedel, liegt die Hauptstadt der Provinz Noord-Brabant, ’s-Hertogenbosch; viele Einwohner der Gemeinde Maasdriel sind Pendler, die dort arbeiten. Im Norden wird Maasdriel von Zaltbommel begrenzt.
In Nord-Süd-Richtung durch die Gemeinde verläuft der Rijksweg 2 (Utrecht-’s-Hertogenbosch). Die Ausfahrt 19 dieser Fernstraße befindet sich zwischen Hedel und Velddriel. Obwohl auch die Bahnstrecke Utrecht–Boxtel das Gemeindegebiet durchquert, sind Bahnreisende seit der Schließung des Haltes in Hedel 1950 auf die Bahnhöfe ’s-Hertogenbosch und Zaltbommel angewiesen. Von dort aus gibt es Busverbindungen, jedoch nicht zu allen Dörfern fahren regelmäßig Busse.
Wirtschaftlich von Bedeutung sind Land- und Gartenwirtschaft, u. a. die Zucht von Erdbeeren und Champignons. Namentlich Ammerzoden und Hedel auch einiges Kleingewerbe und Handel, u. a. in Ammerzoden eine Großhandlung mit Kartoffeln.

## Geschichte
Die Bevölkerung dieser Gemeinde ist überwiegend katholisch; man ist stark auf Nordbrabant orientiert, was vom 16. bis zum 19. Jahrhundert manchmal zu Problemen mit der protestantischen Provinzverwaltung von Gelderland führte.
Die meisten Orte der Gemeinde bestehen schon seit langer Zeit. In der Nähe von Rossum soll ein römisches Kastell namens Grinnes gestanden haben; es wird auf der Peutinger Karte als Grinnibus angegeben. Manche Wissenschaftler bestreiten jedoch, dass dieses Kastell hier gestanden hat.
Die ersten urkundlichen Belege der Dörfer (Jahreszahlen nach der niederländischen Wikipedia):
- Alem: 1107
- Ammerzoden: Schloss Ammersoyen, 11. Jahrhundert
- Hedel sowie Kerkdriel: 815 oder 816.
- Heerewaarden: etwa 1000
- Rossum: 893
- Velddriel: hier wurde 1265 eine Abtei gegründet (1905 von den Zusters van Liefde erneuert)
- Well: 983 (Urkunde der Abtei Essen-Werden)
- Wordragen: 13. Jahrhundert.

Im Achtzigjährigen Krieg wurde, im Jahr 1599, unweit von Heerewaarden das bedeutende Fort Sint-Andries mit dem nahen Kanal von Sint Andries gebaut. Die wegen der Lage (vom Fort aus kann man schon mit altmodischen Kanonen oder mit Maschinengewehren sowohl die Schifffahrt auf dem Waal wie auf der Maas angreifen) strategisch wichtige Befestigung wurde 1812 erneuert. Im April 1945 wurde noch um dieses Fort gekämpft zwischen deutschen und alliierten Truppen. Die Überreste der Anlage sind frei zu besichtigen.
Im 19. Jahrhundert war dieses Gebiet recht arm. Heerewaarde hatte einen Fischereihafen, aber anderswo fristete man als Kleinbauer oder Reetkorbflechter ein karges Dasein. Vor allem aus Velddriel zogen damals viele Männer weg, unter anderem um in den Kohlebergwerken des Ruhrgebietes zu arbeiten.
Dorf und Schloss Ammerzoden erlitten im Zweiten Weltkrieg erheblichen Schaden. Die Fähre bei Alem war in dieser Epoche eine bei Widerstandskämpfern beliebte Stelle, wo sie nachts ungesehen die Maas überqueren konnten.

## Politik

### Sitzverteilung im Gemeinderat
Der Gemeinderat wird seit 1982 folgendermaßen gebildet:
| Partei                              | Sitze | Sitze | Sitze | Sitze | Sitze | Sitze | Sitze | Sitze | Sitze | Sitze | Sitze |
| Partei                              | 1982  | 1986  | 1990  | 1994  | 1998  | 2002  | 2006  | 2010  | 2014  | 2018  | 2022  |
| ----------------------------------- | ----- | ----- | ----- | ----- | ----- | ----- | ----- | ----- | ----- | ----- | ----- |
| Samen Sterk Maasdriel a             | 3     | 4     | 4     | 3     | 3     | 4     | 2     | 4     | 6     | 7     | 8     |
| CDA                                 | 5     | 5     | 4     | 3     | 8     | 7     | 7     | 7     | 9     | 6     | 6     |
| VVD                                 | 2     | 2     | 2     | 3     | 5     | 4     | 5     | 5     | 2     | 3     | 3     |
| GroenLinks                          | –     | –     | –     | –     | 0     | 1     | 2     | 2     | 1     | 2     | 2     |
| PvdA b                              | –     | 1     | 1     | 1     | 2     | 2     | 3     | 1     | 1     | 2     | 0     |
| D66                                 | –     | –     | –     | –     | 0     | –     | –     | –     | –     | 1     | 1     |
| SGP                                 | –     | –     | –     | –     | 0     | 0     | 0     | 0     | 0     | 0     | 1     |
| Gemeentebelangen Maasdriel          | –     | –     | –     | –     | –     | 1     | 0     | –     | –     | –     | –     |
| Lijst Baars                         | 0     | 0     | 1     | 1     | 0     | 0     | –     | –     | –     | –     | –     |
| Gemeenschappelijk Belang Ammerzoden | –     | –     | –     | –     | 1     | –     | –     | –     | –     | –     | –     |
| Dorpsbelang                         | –     | –     | –     | –     | 0     | –     | –     | –     | –     | –     | –     |
| Lijst Van Boxtel                    | 1     | 1     | 1     | 2     | –     | –     | –     | –     | –     | –     | –     |
| Konstruktief Maasdriel b            | 2     | –     | –     | –     | –     | –     | –     | –     | –     | –     | –     |
| Gesamt                              | 13    | 13    | 13    | 13    | 19    | 19    | 19    | 19    | 19    | 19    | 21    |

Anmerkungen

### Bürgermeister
Seit dem 27. Juni 2024 ist Antoine Walraven (VVD) amtierender Bürgermeister der Gemeinde. Zu seinem Kollegium zählen die Beigeordneten Jan Hein de Vreede (Samen Sterk Maasdriel), Peter de Vries (CDA), Anita Sørensen (CDA), Erik van Hoften (Samen Sterk Maasdriel) sowie der Gemeindesekretär Ad de Jong.

## Sehenswürdigkeiten/Ereignisse
- Schloss Ammersoyen in Ammerzoden: das 1350 erbaute und im 17. Jahrhundert umgebaute Schloss ist ein Konferenz- und Partyzentrum, kann aber mit Führung besichtigt werden. Es gehört zu den best erhaltenen mittelalterlichen Wasserburgen der Niederlande.
- Jedes Jahr findet am 1. Montag des Novembers in Hedel ein Pferdemarkt mit Kirmes statt.
- Das Fort Sint Andries, siehe oben.
- Vogelschutzgebiet Kil van Hurwenen, zwischen Hurwenen und Zaltbommel.
- Naherholungsgebiet mit Jachthafen De Zandmeren in einer ehemaligen Sandgrube östlich von Kerkdriel an der Maas.
- In der ehemaligen niederländischen reformierten Kirche in Alem ist das Niederländische Dachpfannenmuseum (Dakpannenmuseum) untergebracht, das die Geschichte der Dachpfanne seit dem 13. Jahrhundert bis heute zeigt. Die umfangreiche Sammlung umfasst nicht nur niederländische Pfannen, sondern solche aus praktisch allen europäischen Ländern sowie Asien und Afrika[7]
- Kerkdriel hat ein kleines Heimatmuseum.
- Heerewaarden hat einige malerische alte Häuser im Dorfkern.
- Hedel hat eine Schlossruine (das 1336 erbaute Schloss wurde 1794 abgerissen), und einen kleinen Jachthafen an der Maas, gegenüber ’s-Hertogenbosch.
- Bei Well steht das Schloss Slot te Well oder Huis Malsen. Das im 15. Jahrhundert erbaute und 2002 restaurierte Schloss ist als Wohn- und Bürogebäude in Gebrauch und kann deshalb innen nicht besichtigt werden.

## Bilder

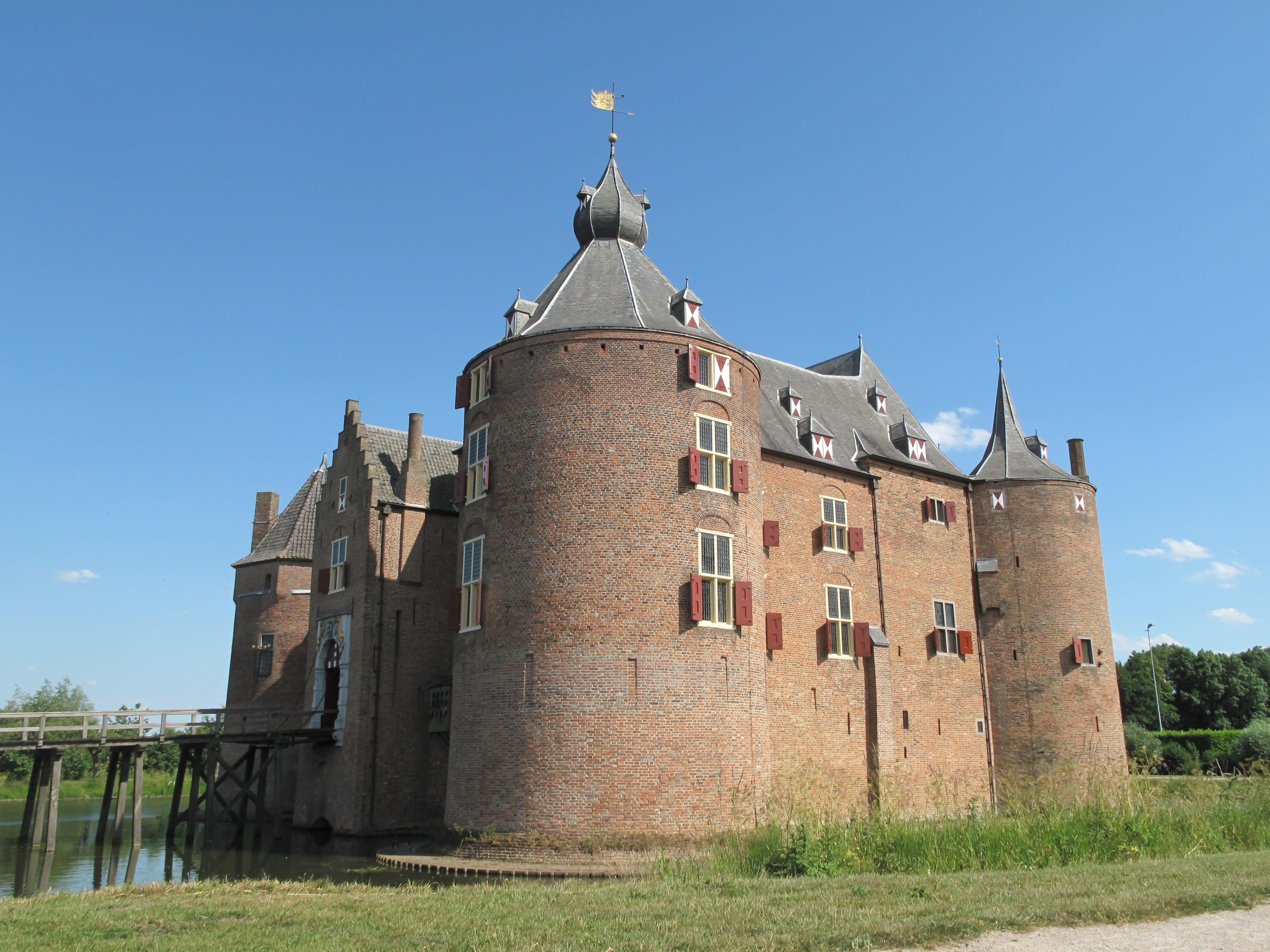
Ammerzoden, Schloss: kasteel Ammersoyen
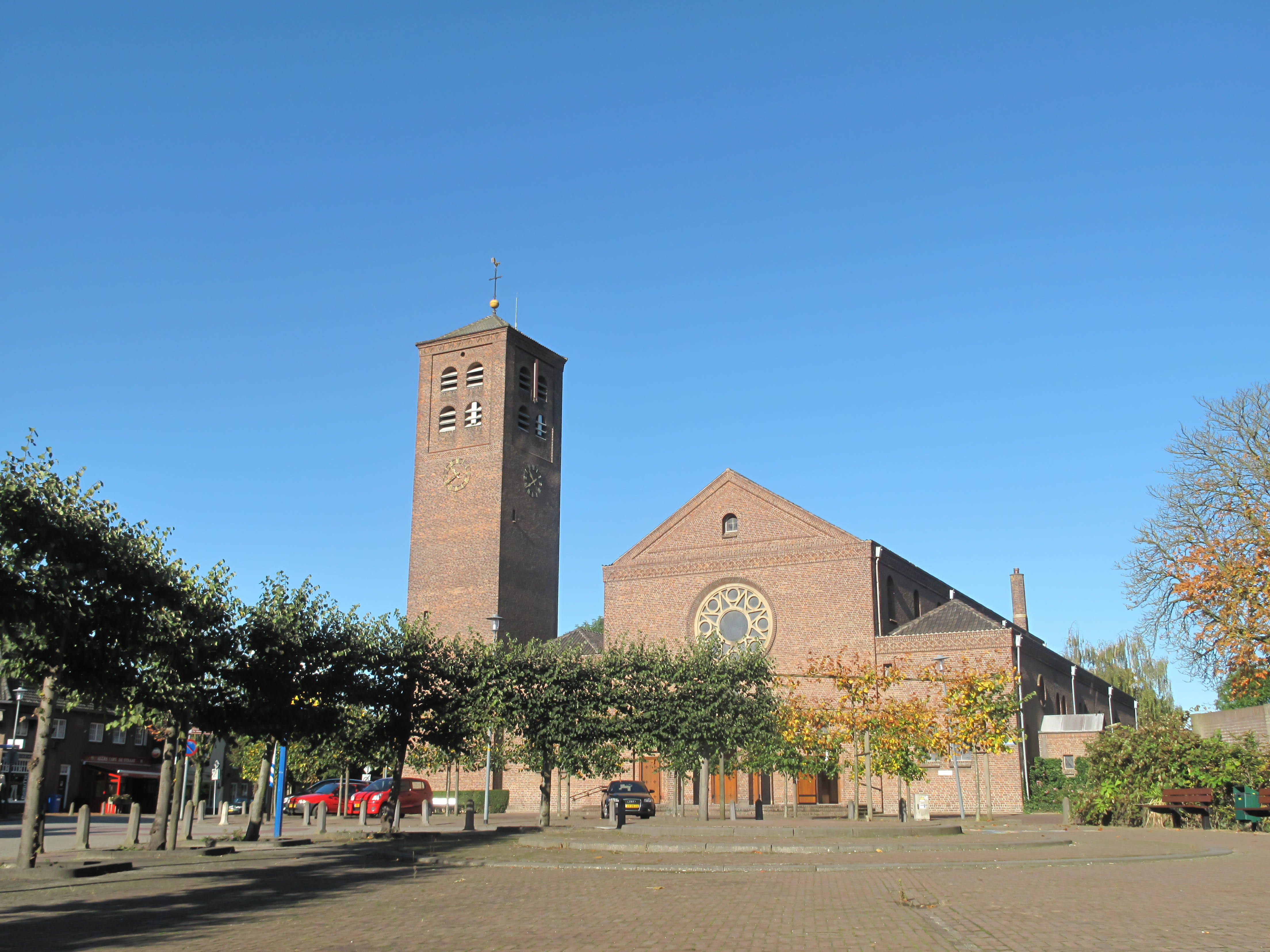
Ammerzoden, Kirche: de Heilige Willibrorduskerk
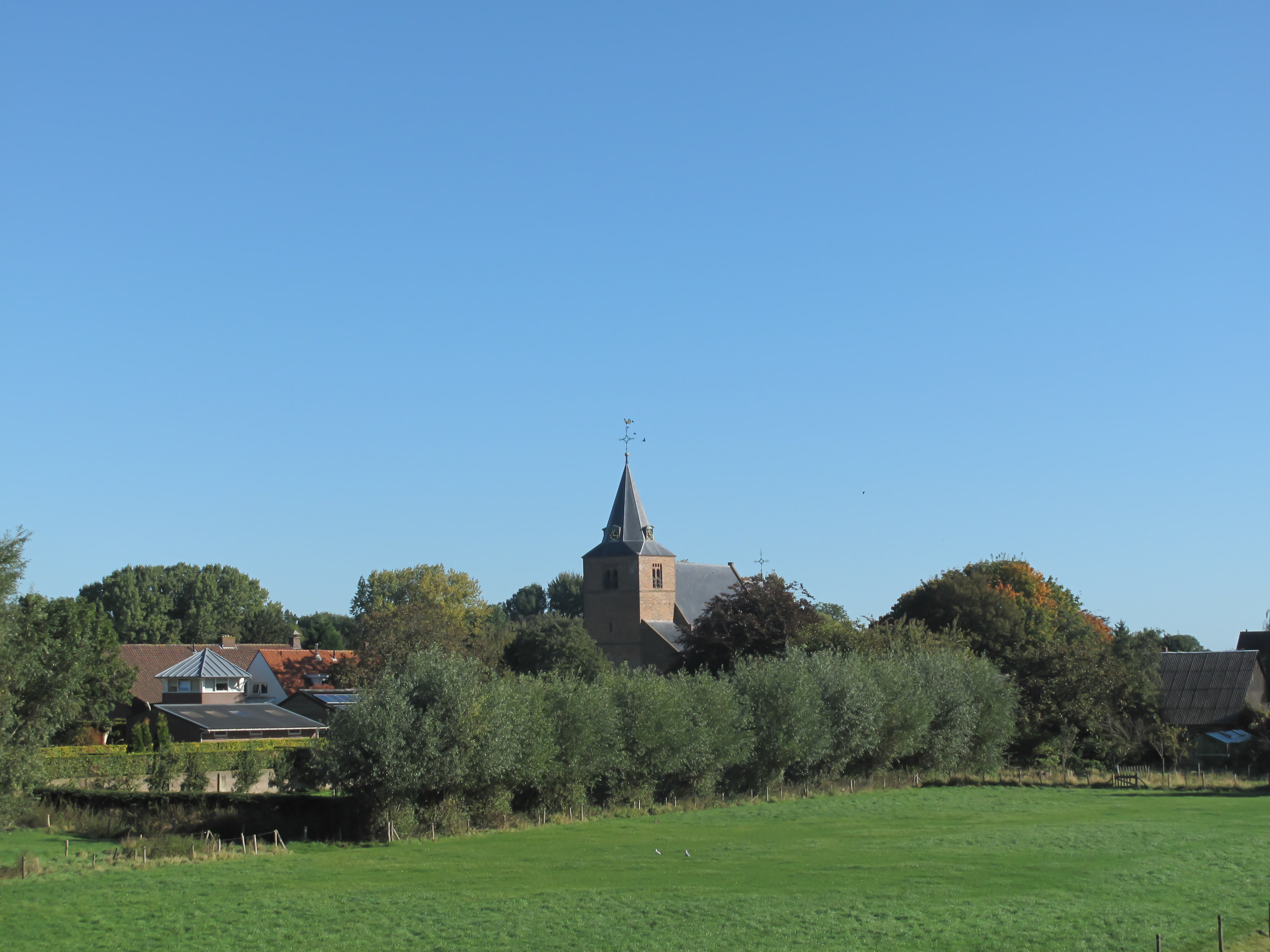
Well, die reformierte Kirche
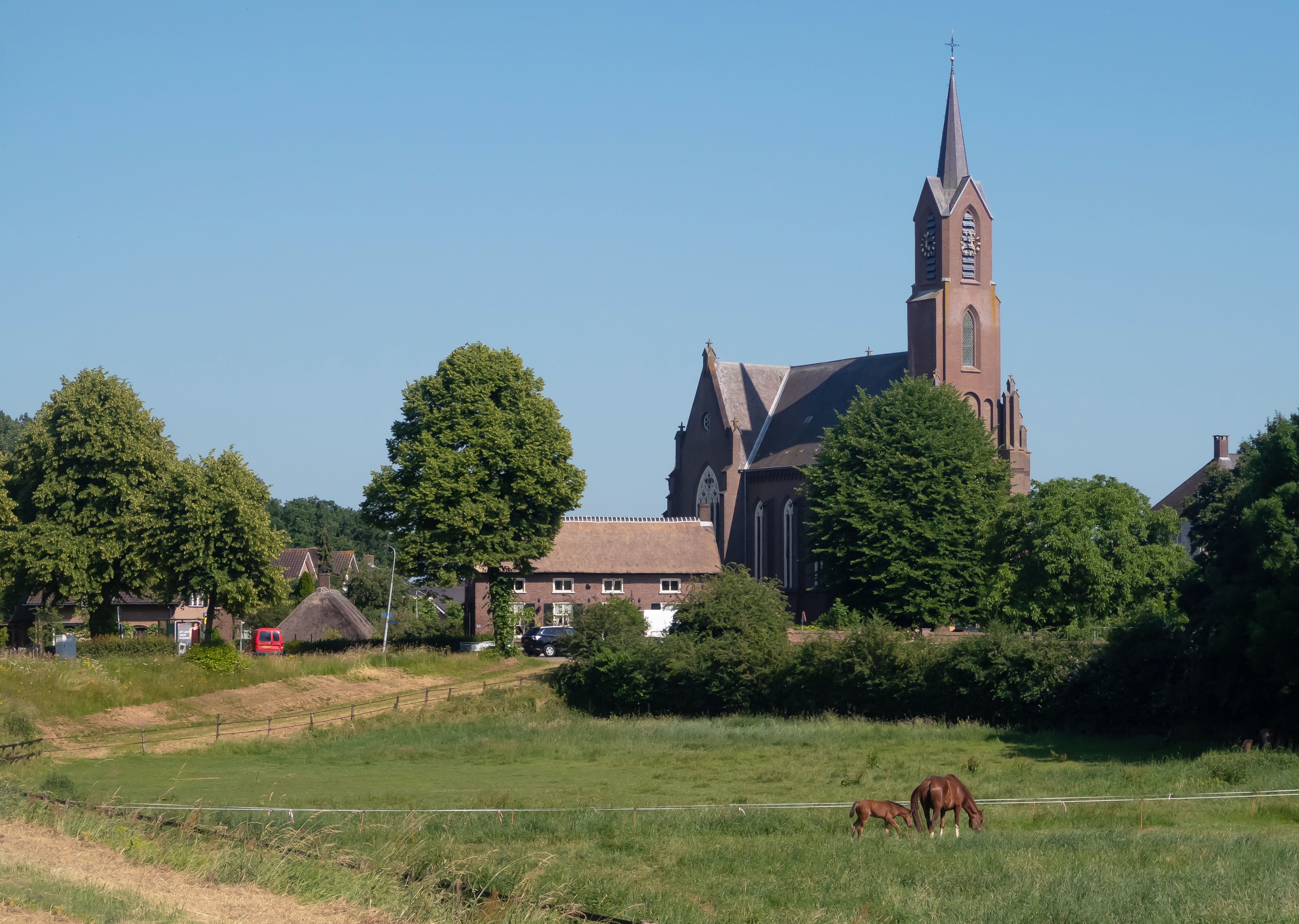
Alem, Kirche: de Sint-Hubertuskerk
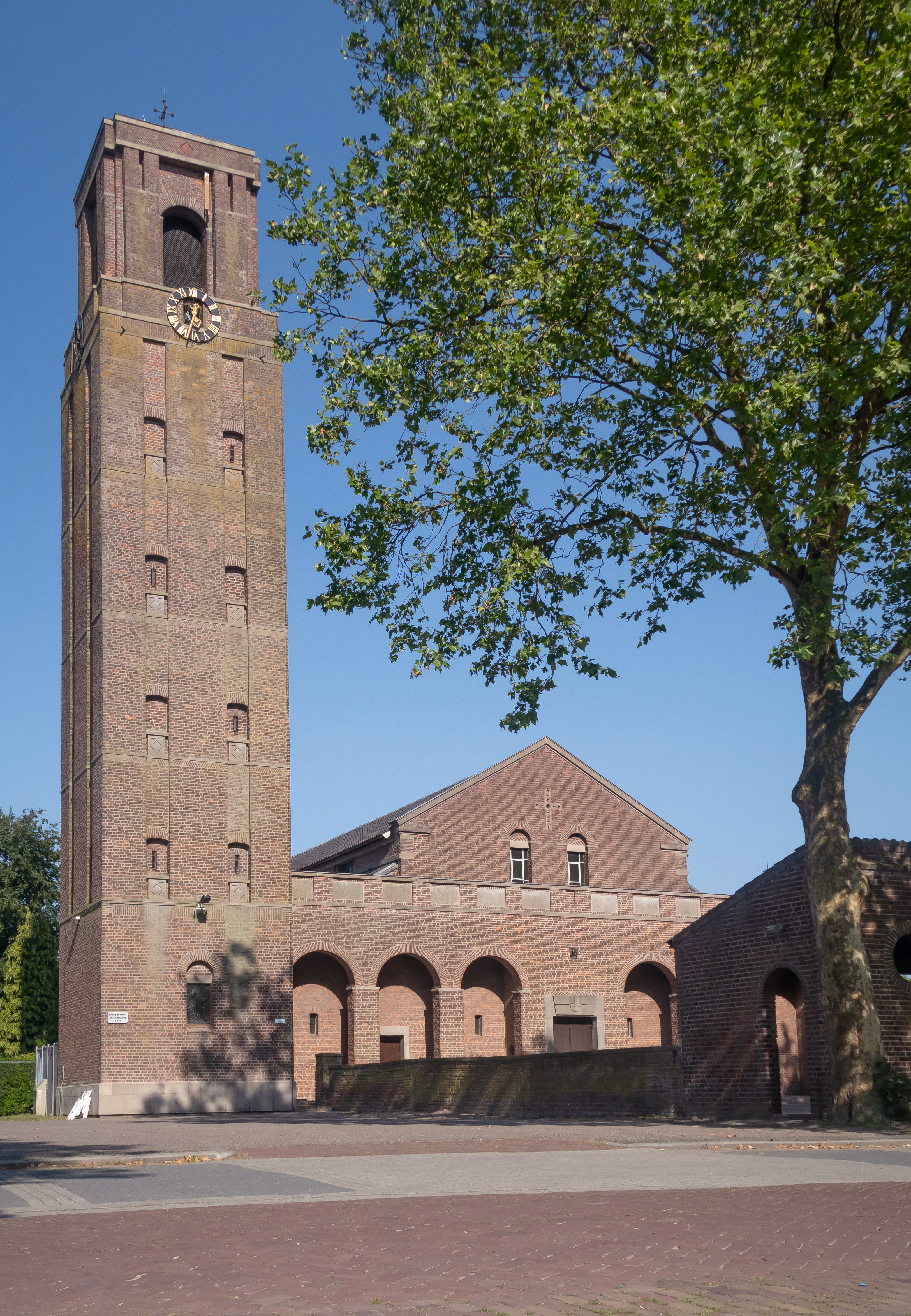
Kerkdriel, Turm der katholischen Kirche

## Bedeutende Personen aus Maasdriel
- Johannes Zwijsen, * 1794 in Kerkdriel, † 1877 in Herzogenbusch. Bischof von Den Bosch und ab 1853 Erzbischof von Utrecht, der erste seit der Reformation; er war mit König Wilhelm II. befreundet.